# Ценович
Це́нович (болг. Ценович) — село в Силістринській області Болгарії. Входить до складу общини Сілістра.

## Населення
За даними перепису населення 2011 року у селі проживала 41 особа, з них 36 осіб (92,3%) — болгари.
Розподіл населення за віком у 2011 році:
Динаміка населення: